# Tyre Phillips
Tyre Jerel Phillips (Grenada, 29 gennaio 1997) è un giocatore di football americano statunitense che milita nel ruolo di offensive guard per i Philadelphia Eagles della National Football League (NFL).

## Carriera

### Baltimore Ravens
Philips al college giocò a football all' East Mississippi Community College (2015-2016) e a Mississippi State (2017-2019). Fu scelto nel corso del terzo giro (106º assoluto) del Draft NFL 2020 dai Baltimore Ravens. Malgrado l'avere a che fare con un infortunio alla caviglia batté il veterano D.J. Fluker per il ruolo di guardia titolare, debuttando nel primo turno contro i Cleveland Browns. La sua stagione da rookie si concluse con 12 presenze, di cui 8 come titolare.

### New York Giants
Il 1º settembre 2022 Phillips firmò con i New York Giants.

### Philadelphia Eagles
Il 4 settembre 2023 Phillips firmò con la squadra di allenamento dei Philadelphia Eagles.